# Liste der Biografien/Cly
Liste der Biografien |
Portal Biografien |
Personensuche
# |
A |
B |
C |
D |
E |
F |
G |
H |
I |
J |
K |
L |
M |
N |
O |
P |
Q |
R |
S |
T |
U |
V |
W |
X |
Y |
Z |
?
 
Ca |
Cb |
Cc |
Ce |
Ch |
Ci |
Cj |
Ck |
Cl |
Cm |
Cn |
Co |
Cr |
Cs |
Ct |
Cu |
Cv |
Cw |
Cy |
Cz
 
Cla |
Cle |
Cli |
Clo |
Clu |
Clw |
Cly
Die Liste der Biografien führt alle Personen auf, die in der deutschsprachigen Wikipedia einen Artikel haben. Dieses ist eine Teilliste mit 24 Einträgen von Personen, deren Namen mit den Buchstaben „Cly“ beginnt.

## Cly

### Clyb
- Clyburn, Jim (* 1940), US-amerikanischer Politiker (Demokratische Partei)
- Clyburn, Will (* 1990), US-amerikanischer Basketballspieler
- Clyburn, William Jr. (* 1966), amerikanischer Jurist, Mitglied des Surface Transportation Boards

### Clyd
- Clyde, Andrew (* 1963), US-amerikanischer Politiker
- Clyde, Andy (1892–1967), britischer Schauspieler und Komiker
- Clyde, Constance (1872–1951), neuseeländisch-australische Journalistin, Autorin und Frauenrechtlerin
- Clyde, Florian (* 1983), deutscher Schauspieler, Sprecher Sänger und Model
- Clyde, George Dewey (1898–1972), US-amerikanischer Politiker
- Clyde, James Avon, Lord Clyde (1863–1944), britischer Politiker und Jurist
- Clyde, James Latham Clyde, Lord (1898–1975), britischer Politiker und Jurist
- Clyde, James, Baron Clyde (1932–2009), britischer Richter und Life Peer
- Clyde, K.C. (* 1980), US-amerikanischer Schauspieler und Produzent
- Clyde, Mark (* 1982), nordirischer Fußballspieler

### Clym
- Clymer, Ben (* 1978), US-amerikanischer Eishockeyspieler
- Clymer, George (1739–1813), US-amerikanischer Politiker und einer der Gründerväter der USA
- Clymer, Hiester (1827–1884), US-amerikanischer Politiker

### Clyn
- Clyne, Alan (* 1986), schottischer Squashspieler
- Clyne, Anna (* 1980), englische Komponistin
- Clyne, Jeff (1937–2009), britischer Jazzbassist
- Clyne, Michael (1939–2010), australischer Germanist und Austriazist
- Clyne, Nathaniel (* 1991), englischer Fußballspieler
- Clyne, Nicki (* 1983), kanadische FilmschauspielerinNicki Clyne (* 1983)

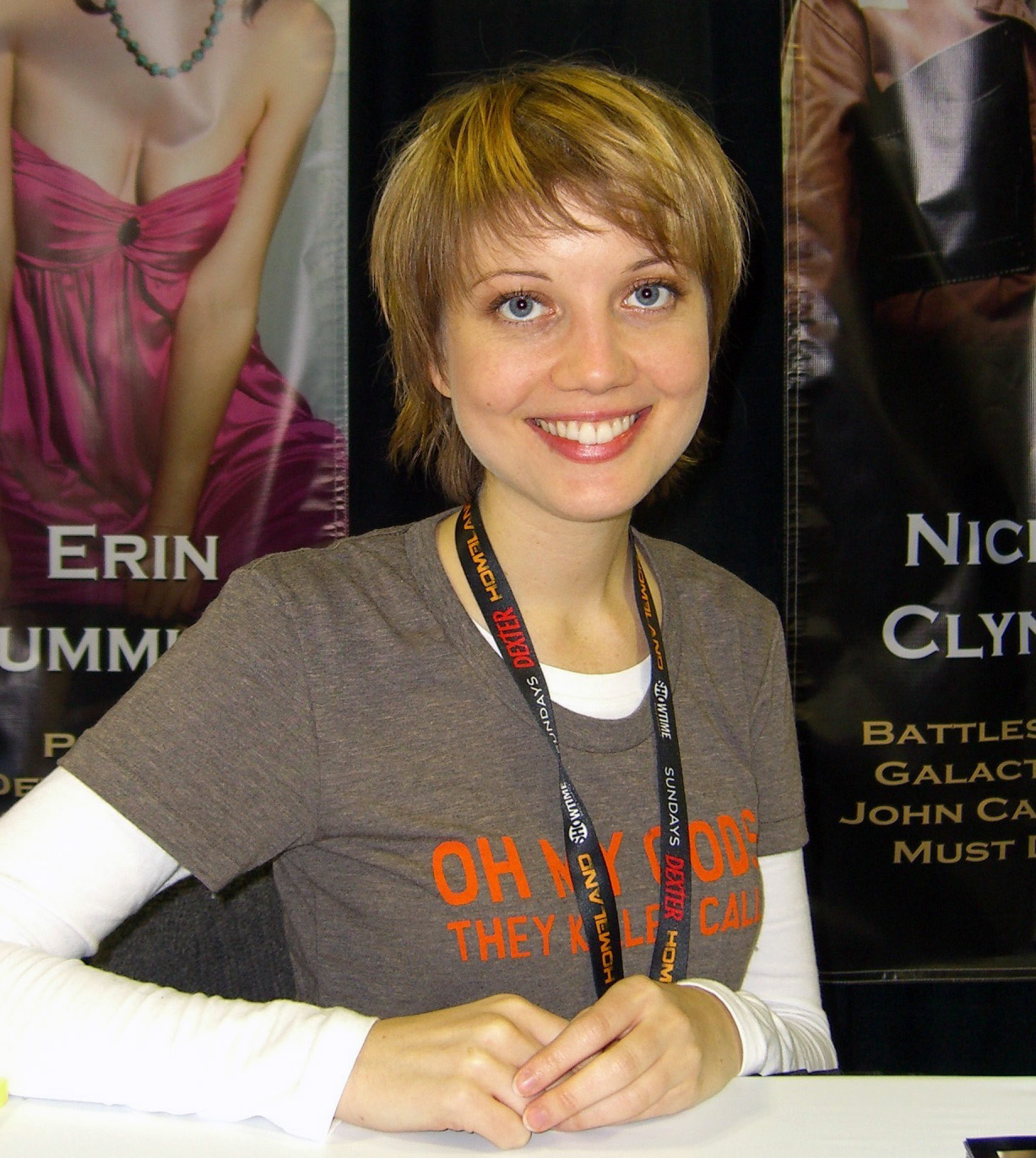
Nicki Clyne (* 1983)

- Clyne, Olivia (* 1993), US-amerikanische Squashspielerin
- Clynes, John Robert (1869–1949), britischer Politiker (Labour Party), Mitglied des House of Commons